# Villa Pallavicino (Stresa)
La Villa Pallavicino si trova a Stresa.

## Storia
Villa Pallavicino  di Stresa fu costruita come residenza privata nel 1855, in seguito all'acquisto dei terreni della zona Sabbion grossa (dal nome del torrentello che l'attraversa) da parte di Ruggero Bonghi, statista e letterato. L'anno seguente ampliò i possedimenti assorbendo la tenuta La Filippina. Nel  1862 il complesso passò alla famiglia genovese Pallavicino, che ampliò la tenuta trasformandola in una villa ottocentesca in stile neoclassico.
Nel 1956 i discendenti della famiglia decisero di trasformare il giardino in un museo faunistico aperto al pubblico: il 7 agosto grazie a Lodovico Pallavicino fu inaugurato  il parco zoologico; la fauna presente era autoctona  successivamente si arrivò ad avere un complesso zoologico molto variegato con specie esotiche quali foche e pinguini. Dal 2017 il parco Pallavicino è entrato a far parte del circuito turistico delle Isole Borromee.
L'apertura di Villa Pallavicino, annunciata dal Gazzettino di Stresa, portò molto afflusso turistico alla città, che già poteva vantare questo primato di presenza per Mottarone, il Giardino Alpinia e le isole Borromee.
Nel gennaio 2021 viene acquistata dal principe Vitaliano Borromeo.

## Descrizione

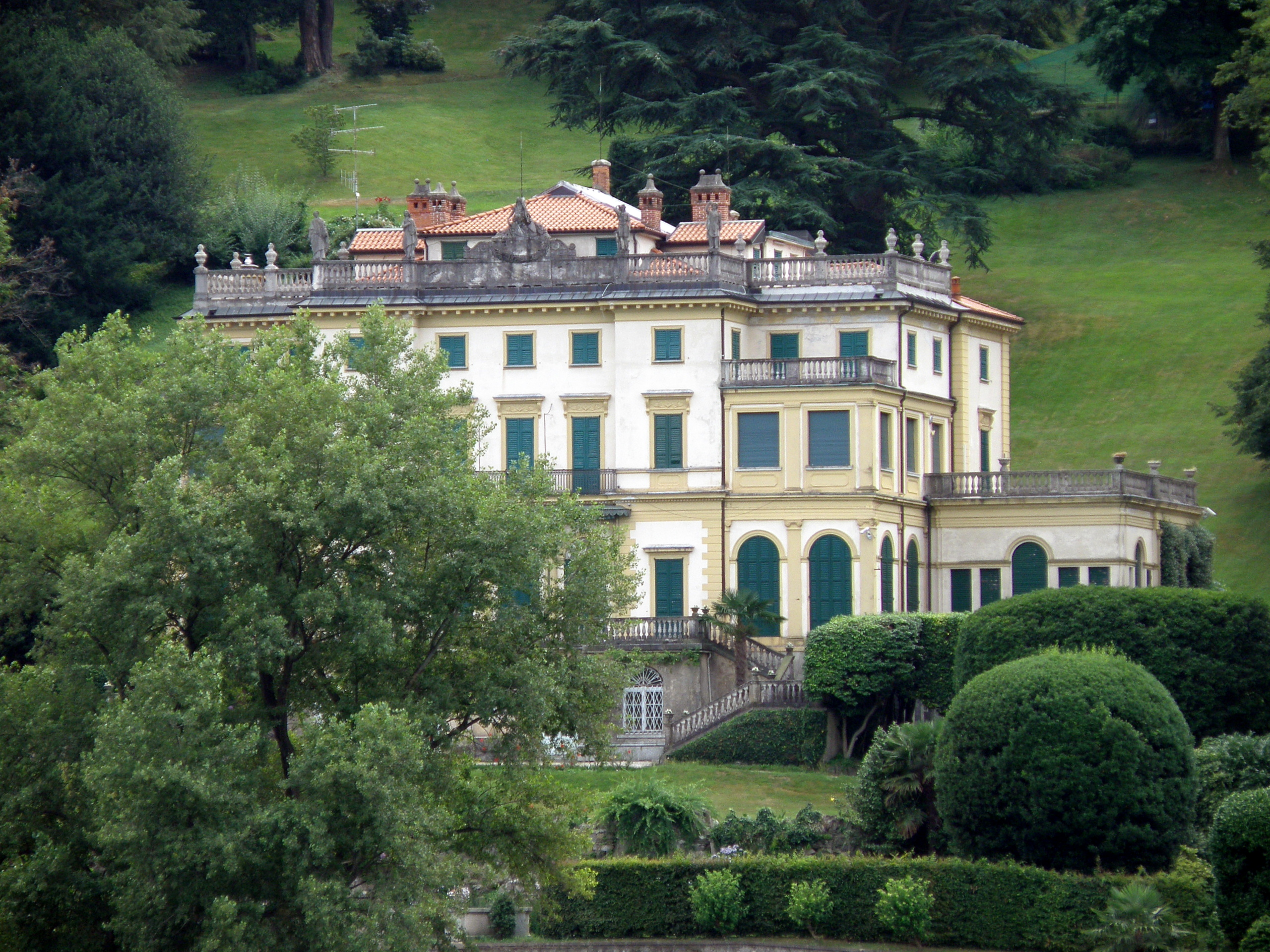
La facciata principale.

Villa Pallavicino segue un impianto architettonico simmetrico, è costituita da tre piani e due scale laterali che collegano il livello del  giardino a quello della terrazza su cui si affacciano i locali del piano terra.
La villa è costituita da una fronte che guarda il lago, questo prospetto presenta elementi in stile neoclassico: semicolonne con capitello ionico, poste come divisione delle finestre del salone centrale, lesene che decorano i corpi laterali, cornici, architravi e il cornicione sostenuto da mensole.
Al di sopra della villa vi è una copertura a terrazza, con balaustre e statue che ricordano lo stile palladiano. La parte a nord più semplificata è adornata da finestre con timpani curvilinei e termina con un attico centrale.